# Kilcolman Bog SPA
Kilcolman Bog SPA este o arie protejată (arie de protecție specială avifaunistică — SPA) din Irlanda întinsă pe o suprafață de 56,71 ha, integral pe uscat.

## Localizare
Centrul sitului Kilcolman Bog SPA este situat la coordonatele 52°14′51″N 8°36′51″W / 52.247521°N 8.614053°V.

## Înființare
Situl Kilcolman Bog SPA a fost declarat arie de protecție specială avifaunistică în octombrie 1996 pentru a proteja 13 specii de animale.

## Biodiversitate
Situată în ecoregiunea atlantică, aria protejată nu include niciun habitat protejat.
La baza desemnării sitului se află mai multe specii protejate de  păsări (13): rață sulițar (Anas acuta), rață lingurar (Anas clypeata), rață pitică (Anas crecca), rață fluierătoare (Anas penelope), rață mare (Anas platyrhynchos), rață-cu-cap-castaniu (Aythya ferina), rața moțată (Aythya fuligula), lebădă de iarnă (Cygnus cygnus), lișiță (Fulica atra), pescăruș negricios (Larus fuscus), pescăruș râzător (Larus ridibundus), ploier auriu (Pluvialis apricaria), nagâț (Vanellus vanellus).
Pe lângă speciile protejate, pe teritoriul sitului au mai fost identificate 2 specii de plante, 1 specie de păsări.